# Toitoitoi (バンド)
toitoitoi（トイトイトイ）は、日本の2人組ロックバンド。

## 来歴
2008年5月、岸川、ムラコシによるアコースティックユニットとして活動を始める。当初よりアコースティックスタイルのライブにアートの要素を加え、画家とのコラボレーションライブやステージの飾り付けなど、視覚的アプローチで独特の世界観を作ることでライブハウスシーンの中で浮いた存在だった。
2010年11月、初めての公式音源『内側のこと』『外側のこと』を同時リリース。バンドでの演奏メンバーが5人体制になり、アコースティック形態ではtoitoitoi、フルセットのバンド形態ではwarm noise Inc.という名称を使い分け活動。
2人が揃えばどこでも演奏が出来るという小回りの利く活動を優先するべく、実質的にメンバーは岸川まきとムラコシの2人となり、同時にバンド名表記をtoitoitoiに統一する。
以降、定期的なCDリリースと精力的なライブ活動をしていたが、2014年6月、ボーカル岸川が喉の不調を訴え、手術の為ライブ活動を一時休止する。
術後、無事活動再開を果たし、2015年3月発売のアルバム『xx <ちょめちょめ>』のプロモーションでTOWER RECORDSインストアライブツアーを全国12箇所で行う。

同アルバムは「Skream! BEST CHART 2015」にて BEST ART WORKを獲得する。6月、ツアーファイナルとして通常は演劇等に使用される新宿ゴールデン街劇場をライブ会場として抑えて3日間5公演のワンマンライブを敢行。毎回舞台のセットを変えたステージを行い全席完全ソールドアウトを達成。12月、下北沢GARDENにてワンマンライブ「略して【ほぼ再現】」を行う。
2016年9月、DVD発売記念ワンマンライブ『3種盛り』を渋谷GARRETにて開催。12月、アルバム『ニホンバシ』発売。それに伴い、札幌、東京、名古屋、大阪とツアーを周る。
2017年3月、大阪・難波artyard studioにて、大阪では初となるワンマンライブ『ニホンバシ』リリースツアーワンマンライブ～大阪編～を開催。4月、新宿MARZにてワンマンライブ『ニホンバシ』リリースツアーワンマンライブ～東京編～を開催。5月、ボーカル岸川まきが交通事故により左腕を負傷するもギプスをつけライブ活動を続行。8月より、マンスリーでtoitoitoi presents 2マンライブイベント『対峙』をスタートさせる。12月、岸川まきの喉が再び悪化。2度目の手術を行うことを発表。手術は成功し、翌年2月にはライブ活動復帰。
2018年2月、YouTubeチャンネルにて生配信『toitoitoiステーション』を月1回のペースで開始する。4月、『対峙SP』としてペアチケット限定発売のワンマンライブを渋谷TSUTAYA O-WESTにて開催。5月、札幌にて遠征地では初の対峙シリーズ、toitoitoi presents 2man live 『対峙 vol.6』 共演/ズーカラデル@札幌SPIRITUAL LOUNGEを開催。8月、ワンマンライブ「toitoitoi ワンマンライブ 〜すべての舌打ちを投げキッスに〜」を渋谷TSUTAYA O-WESTにて開催。12月、レコーディングスタジオを使用した一発録りで、ワンマンライブを再現したデジタルアルバム『すべての舌打ちを投げキッスに』をオフィシャルウェブサイト限定でダウンロード販売を開始。
2019年1月、デジタルアルバム『すべての舌打ちを投げキッスに』からのシングルカットとして、デジタルシングル『アンセム (studio live rec) 』を配信開始。同時にデジタルアルバム『すべての舌打ちを投げキッスに』も配信開始。2月、toitoitoi presents 2man live 『対峙 vol.7』を開催。 共演/永原真夏＋SUPER GOOD BAND@渋谷La.mama。3月、渋谷WWWにてワンマンライブ 2DAYS『全感情に告ぐ』を開催。6月、完全新作のスタジオアルバム『ブランニューケモノロード』及び、『過ぎし日の獣道』のアルバム2枚を同時リリース。toitoitoi presents 2man live 『対峙 vol.8』 共演/trico@稲毛K's Dreamを皮切りにtoitoitoi LIVE TOUR 2019「ケモノでGO!!」と銘打ち、北海道から九州まで全国30箇所以上のライブツアーを開催。8月、神奈川県大倉山記念館にてワンマンライブ「種火 vol.1」を開催。ゲストにふくいかな子（Piano）、池田遼（Dance）、映像・浜嶋将裕によるプロジェクションマッピングとのコラボレーションによるライブを行う。11月、東京都・めぐろパーシモンホール・小ホールにてバンド編成での初のホールワンマンを開催。
2020年1月24日 toitoitoi presents 2man live『対峙 vol.9』を開催。 共演/黒子首@代官山LOOP。3月11日のライブが新型コロナウィルスの影響による自粛要請のため延期となる。この日から基本方針として当面の間、屋内でのライブ出演をしない方向へ舵をきる。同時に配信ライブの可能性を切り開くべく無観客生配信ライブの制作を進行。『日常』シリーズとしてこれまでに3回の有料生配信ライブを開催。また、10月13日を「トイトイトイの日」とし、毎年西永福JAMにてワンマンライブを行うことを発表する。
2021年2月27日 toitoitoi ワンマンフリーライブを稲毛海浜公園 野外音楽堂にて開催。屋外でのライブを中心にライブ活動を再開することを宣言。翌月の3月31日には上野恩賜公園 野外ステージにてtoitoitoi ワンマンライブ『狼煙 vol.1』を開催し、以降『狼煙』シリーズとして上野恩賜公園 野外ステージにて7月、9月、11月と定期的にワンマンライブを開催。
2022年1月16日 toitoitoi presents 2 man live『対峙 vol.10』を開催。共演/the pullovers@西永福JAM。同日、CDシングル『グッジョブ！/ まほうのことば』をtoitoitoiライブ会場・toitoitoi通販・カンドゥーSHOP限定販売にてリリース。toitoitoiの出身地でもある千葉県にある体験型テーマパーク、カンドゥー幕張新都心のタイアップタイトルとなる。3月11日 toitoitoi ワンマンライブ『狼煙 vol.5』を上野恩賜公園 野外ステージにて開催。5月28日、岡山県井原市の野外フェス「hoshioto’22」に出演、センター・オブ・ジ・イバラ ステージにてトリを務める。6月3日には2020年3月11日の振替公演として、NISHIEIFUKU JAM pre’「MAX NIGHT!!」-NISHIEIFUKU JAM 4th ANNIVERSARY-に出演。2年越しでポップしなないで、春ねむりとの3マンライブが実現する。10月13日toitoitoi presents『1013』vol.3 toitoitoi × クロダセイイチrelease party@西永福JAMを開催、同時にCDシングル『クロダセイイチ × toitoitoi 「 familiar / お菓子の家、食べちゃった (クロダセイイチ reproduction) 」』をリリース、ジャケットは近藤康平による書き下ろし作品となっている。

## メンバー構成

### メンバー

#### 岸川まき（きしかわまき）
- ボーカル、シンセサイザー、メロディカを担当
- 愛用するヘッドホンはPanasonic RP-HTX7-W[14]
- 高いところに登る。座っているムラコシにも登る。
- カラムーチョが好物。
- 2014年、連日のライブと飲酒の影響により高音が全く出なくなり喉の手術をする。同年6月のライブを全部キャンセルした。
- 2017年、交通事故により左腕を負傷するもギプスをつけライブ活動を続行。
- 2018年1月、再度、調子が悪くなった喉の手術をするも約1ヶ月でライブ活動復帰。

#### ムラコシ
- ギター担当
- アコースティックギター、エレキギター等、楽曲や編成により使い分ける。アコースティックギターは座って弾く。
- LUNA SEAの大ファンであることを公言している。
- 2019年12月、事故により右手を剥離骨折するもライブを敢行する。

### サポートメンバー

#### 須藤晃
- Bass & chorus
- from no entry
- 初期からのメンバー
- 高音のコーラスから鉄琴、ギターまでなんでもこなす。

#### ジョン中村
- Drums, percussions & chorus
- from 石井卓とジョン中村

#### 阿部賢太郎
- Drums

#### 吉田雄介
- Drums, Percussions
- 現在はtricotのメンバーとして活動

#### 佐藤信二
- Electric guitars

#### 川嶋成美
- Synthesizer & chorus

#### 飛松直美
- Chorus & glockenspiel
- from Zaien Lily

#### 高橋洋祐
- Drums
- from ヨルニトケル、雑魚猫タワー

### 関係者

#### コラボレーション
- k:soul:y（YAN）：絵描き
- DEL：グラフィティアーティスト
- 丸山潤：線画コラージュアーティスト
- ふくいかな子：piano
- 池田遼：dance
- 浜嶋将裕：映像
- Bori：VJ
- 近藤康平：LIVE DROWING

## ディスコグラフィー

### 自主制作盤

#### 内側のこと
1. ベイビ
2. イエローレイディ
3. ペネロポ
4. はじまらない物語
5. 小動物
6. -bonus track- ペネロポ (remixed by miquro45)

2010年11月1日発売
toitoitoi名義

#### 外側のこと
1. 息子
2. 小動物
3. ペネロポ
4. インディアンソング

2010年11月1日発売
warm noise Inc.名義

### インディーズ

#### シングル
|      | 発売日         | タイトル                                                          | 規格品番  | 収録曲 | レーベル                   | 備考                                                             |
| ---- | -------------- | ----------------------------------------------------------------- | --------- | --- | -------------------------- | ---------------------------------------------------------------- |
| 1st  | 2013年10月19日 | パラドクス銀河                                                    | TOTR-1305 | 1. パラドクス銀河 2. 美咲 3. ペネロポ                                                                                         | "T"RUST OVER 30 recordings | オフィシャルウェブショップ及びライブ会場限定販売                 |
| 2nd  | 2014年5月18日  | 恋するランドセル                                                  | TOTR-1403 | 1. 恋するランドセル 2. 拝啓 恋人様あなたの顔はいい加減忘れました 3. 小動物 (新録)                                             | "T"RUST OVER 30 recordings | オフィシャルウェブショップ及びライブ会場限定販売                 |
| 3rd  | 2016年9月21日  | ぬめり                                                            |           | 1. ぬめり 2. OZ | "T"RUST OVER 30 recordings | デジタルシングル                                                 |
| 4th  | 2019年1月16日  | アンセム (studio live rec)                                        |           | 1. アンセム (studio live rec)                                                                                                 | "T"RUST OVER 30 recordings | デジタルシングル                                                 |
| 5th  | 2019年1月23日  | ひろがれ・ザ・ワールド (studio live rec)                          |           | 1. ひろがれ・ザ・ワールド (studio live rec)                                                                                   | "T"RUST OVER 30 recordings | デジタルシングル                                                 |
| 6th  | 2019年1月30日  | 変するランドセル (studio live rec)                                |           | 1. 変するランドセル (studio live rec)                                                                                         | "T"RUST OVER 30 recordings | デジタルシングル                                                 |
| 7th  | 2022年1月16日  | グッジョブ！/まほうのことば                                       | TOTR-2201 | 1. グッジョブ！ 2. まほうのことば 3. グッジョブ！(カンドゥーダンスver.) 4. グッジョブ！(カラオケ) 5. まほうのことば(カラオケ) | "T"RUST OVER 30 recordings | オフィシャルウェブショップ、カンドゥーSHOP及びライブ会場限定販売 |
| 8th  | 2022年1月16日  | グッジョブ！                                                      |           | 1. グッジョブ！ | "T"RUST OVER 30 recordings | デジタルシングル                                                 |
| 9th  | 2022年1月16日  | グッジョブ！(カンドゥーダンス ver.)                               |           | 1. グッジョブ！(カンドゥーダンス ver.)                                                                                        | "T"RUST OVER 30 recordings | デジタルシングル                                                 |
| 10th | 2022年3月2日   | まほうのことば                                                    |           | 1. まほうのことば | "T"RUST OVER 30 recordings | デジタルシングル                                                 |
| 11th | 2022年9月24日  | アンセム(Live at inage K's DREAM, 2022)                           |           | 1. アンセム(Live at inage K's DREAM, 2022)                                                                                    | "T"RUST OVER 30 recordings | デジタルシングル                                                 |
| 12th | 2022年10月13日 | familiar / お菓子の家、食べちゃった (クロダセイイチ reproduction) | TOTR-2202 | 1. familiar 2. お菓子の家、食べちゃった (クロダセイイチ reproduction)                                                         | "T"RUST OVER 30 recordings | オフィシャルウェブショップ及びライブ会場限定販売                 |

#### アルバム
|       | 発売日         | タイトル                     | 規格品番  | 収録曲 | レーベル                   | 備考                                                                                       |
| ----- | -------------- | ---------------------------- | --------- | --- | -------------------------- | ------------------------------------------------------------------------------------------ |
| Split | 2012年3月7日   | はじまり                     | DQC-863   | 1. キスキスバンバン 2. サスペンダーガール 3. お菓子の家、食べちゃった 4. Interlude 5. 僕と君が出会ったから生まれた 6. 投影 7. 23 8. 僕のストーリー | JAM RECORD                 | ThreeQuestionsとtoitoitoiによるスプリットアルバム                                          |
| 1st   | 2014年2月26日  | donburi                      | TOTR-1402 | 1. じょうろ 2. フィールライト 3. 熊本さん 4. Mr.&Ms.nine 5. ティンキー・ザ・ラスカル 6. エンディング 7. パラドクス銀河 | "T"RUST OVER 30 recordings |                                                                                            |
| 2nd   | 2015年3月4日   | xx＜ちょめちょめ＞           | TOTR-1501 | 1. 踏み潰される蟻の気持ち 2. ひろがれ・ザ・ワールド 3. キスキスバンバン (煮詰) 4. 蒔く人 5. お言葉散歩 6. 先生 あのね 7. 変するランドセル 8. 雑踏 9. ふわふわわたあめ王国 | "T"RUST OVER 30 recordings |                                                                                            |
| 3rd   | 2016年12月7日  | ニホンバシ                   | TOTR-1607 | 1. 呱々 2. ぬめり 3. 遠吠え前 4. KPI 5. 対峙 6. その先 | "T"RUST OVER 30 recordings |                                                                                            |
| 4th   | 2017年9月6日   | きかざる                     | TOTR-1701 | 1. さいなら 2. 雲の食べ方 3. oz 4. ブルーチリ 5. 失言小町 6. 日常 7. おくちプランター 8. <pffp> 9. 息子 | "T"RUST OVER 30 recordings |                                                                                            |
| 5th   | 2018年12月24日 | すべての舌打ちを投げキッスに |           | 1. 失言小町 (studio live rec) 2. パラドクス銀河 (studio live rec) 3. くもの食べ方 (studio live rec) 4. のろい (studio live rec) 5. お言葉散歩 (studio live rec) 6. KPI (studio live rec) 7. Mr. & Ms. 9 (studio live rec) 8. お菓子の家、食べちゃった (studio live rec) 9. 変するランドセル (studio live rec) 10. oz (studio live rec) 11. 日常 (studio live rec) 12. 息子 (studio live rec) 13. 対峙 (studio live rec) 14. アンセム (studio live rec) 15. ひろがれ・ザ・ワールド (studio live rec) 16. ペネロポ (studio live rec) 17. キスキスバンバン (studio live rec) 18. 先生あのね (studio live rec) | "T"RUST OVER 30 recordings | デジタルアルバム                                                                           |
| 6th   | 2019年6月5日   | ブランニューケモノロード     | TOTR-1901 | 1. わをん 2. のろい 3. yes yes 4. 種火 5. リベリオ 6. 魔法の言葉 7. オー・マイ・大地 8. アンセム | "T"RUST OVER 30 recordings | オフィシャルウェブショップ、ライブ会場限定発売                                             |
| 7th   | 2019年6月5日   | 過ぎし日の獣道               | TOTR-1902 | 1. ひろがれ・ザ・ワールド 2. パラドクス銀河 3. お言葉散歩 4. 失言小町 5. ペネロポ 6. 対峙 7. 変するランドセル 8. お菓子の家、食べちゃった 9. キスキスバンバン 10. 日常 | "T"RUST OVER 30 recordings | デジタルアルバム"すべての舌打ちを投げキッスに"から10曲を厳選し、新たにCDアルバムとして発売 |
| 8th   | 2022年5月8日   | 日常vol.2 ～無観客配信ライブ |           | 1. 熊本さん (live at nishieifuku jam, tokyo, 2020) 2. ベイビ (live at nishieifuku jam, tokyo, 2020) 3. ペネロポ (live at nishieifuku jam, tokyo, 2020) 4. ひろがれ・ザ・ワールド (live at nishieifuku jam, tokyo, 2020) 5. 雲の食べ方 (live at nishieifuku jam, tokyo, 2020) 6. yes yes (live at nishieifuku jam, tokyo, 2020) 7. お言葉散歩 (live at nishieifuku jam, tokyo, 2020) 8. オー・マイ・大地 (live at nishieifuku jam, tokyo, 2020) 9. 変 (こい) するランドセル [live at nishieifuku jam, tokyo, 2020] 10. 対峙 (live at nishieifuku jam, tokyo, 2020) 11. 日常 (live at nishieifuku jam, tokyo, 2020) 12. アンセム (live at nishieifuku jam, tokyo, 2020) 13. 息子 (live at nishieifuku jam, tokyo, 2020) 14. キスキスバンバン (live at nishieifuku jam, tokyo, 2020) 15. 魔法の言葉 (live at nishieifuku jam, tokyo, 2020) | "T"RUST OVER 30 recordings | デジタルアルバム                                                                           |

#### DVD
| 発売日        | タイトル                                                             | 収録曲 | レーベル                   | 備考                               |
| ------------- | -------------------------------------------------------------------- | --- | -------------------------- | ---------------------------------- |
| 2016年9月17日 | toitoitoiワンマンライブ『略して【ほぼ再現】』2015.12.16 下北沢GARDEN | 1. じょうろ 2. ペネロポ 3. フィールライト 4. サスペンダーガール 5. Mr. & Mrs. Nine 6. ふわふわわたあめ王国 7. 拝啓 恋人様、あなたの顔はいい加減忘れました。 8. 蒔く人 9. エンディング 10. 対峙 (仮) 11. あらららとまさき (仮) 12. お言葉散歩 13. 先生 あのね 14. お菓子の家、食べちゃった。 15. パラドクス銀河 16. 踏みつぶされる蟻の気持ち 17. 変するランドセル 18. ひろがれ・ザ・ワールド 19. 息子 - en 1. 30 - en 2. 熊本さん - en 3. キスキスバンバン | "T"RUST OVER 30 recordings | ライブ会場及び"T"RUST SHOP限定販売 |

## ミュージックビデオ
| 監督           | 曲名                   |
| 魚山一馬       | ひろがれ・ザ・ワールド |
| フジタヨーヘー | 変するランドセル       |
| RAY            | 呱々 (ここ)            |
| フジタヨーヘー | ぬめり                 |
| フジタヨーヘー | ペネロポ               |
| 不明           | アンセム               |

## 主なライブ
- 2015年6月19日～6月21日 toitoitoi ワンマンライブ ～4種のsulley添え～@新宿ゴールデン街劇場
- 2015年12月16日 toitoitoi ワンマンライブ"～今回のtoitoitoiワンマンライブではアルバム「donburi」と「xx」の再現に挑戦します。愉快な仲間とともに「もはやCDではないのか」というクオリティをライブで表現し、「ひとつ上のtoitoitoi(成分無調整)」を提供します。地下からの脱却はすでに終えているため、120分1本勝負の地上戦となります。タイトルとしてはだいぶ長いので、省略して【ほぼ再現】とよぶことにします～"@下北沢GARDEN
- 2016年9月17日 toitoitoi DVD発売記念ワンマンライブ"3種盛り"@渋谷GARRET udagawa
- 2017年3月11日『ニホンバシ』リリースツアーワンマンライブ〜大阪編〜@難波artyard studio
- 2017年4月4日『ニホンバシ』リリースツアーワンマンライブ～東京編～@新宿MARZ
- 2017年8月9日 toitoitoi presents 2man live 『対峙 vol.1』 共演/The Taupe@新宿MARZ
- 2017年9月2日 toitoitoi presents 2man live 『対峙 vol.2』 共演/カトキット@下北沢CLUB QUE
- 2017年10月19日 toitoitoi presents 2man live 『対峙 vol.3』 共演/指先ノハク@新宿Marble
- 2017年11月16日 toitoitoi presents 2man live 『対峙 vol.4』 共演/クアイフ(Qaijff)@新宿JAM
- 2017年12月28日 toitoitoi presents 2man live 『対峙 vol.5』 共演/toitoitoi(バンド)@渋谷LIVE STAGE GUILTY
- 2018年4月13日 toitoitoi presents 『対峙 SP』 ペアチケットのみ販売ワンマンライブ@TSUTAYA O-WEST
- 2018年5月20日 toitoitoi presents 2man live 『対峙 vol.6』 共演/ズーカラデル@札幌SPIRITUAL LOUNGE
- 2018年8月30日 toitoitoi ワンマンライブ 〜すべての舌打ちを投げキッスに〜 @TSUTAYA O-WEST
- 2019年2月18日 toitoitoi presents 2man live 『対峙 vol.7』 共演/永原真夏＋SUPER GOOD BAND@渋谷La.mama
- 2019年3月18日『全感情に告ぐ』 toitoitoi shibuya WWW ワンマンライブ 〜過ぎし獣道〜@shibuya WWW
- 2019年3月19日『全感情に告ぐ』 toitoitoi shibuya WWW ワンマンライブ 〜未だ見ぬ獣道〜@shibuya WWW
- 2019年6月8日 toitoitoi presents 2man live 『対峙 vol.8』 共演/trico@稲毛K's Dream
- 2019年8月24日 toitoitoi ワンマンライブ 『種火 vol.1』ゲスト ふくいかな子(piano) / 池田 遼(dance) / 映像  浜嶋将裕@大倉山記念館
- 2019年11月22日 toitoitoi LIVE TOUR 2019 『ケモノでGO!!』ツアーファイナルワンマンライブ@めぐろパーシモンホール小ホール
- 2020年1月24日 toitoitoi presents 2man live『対峙 vol.9』 共演/黒子首@代官山LOOP
- 2020年5月24日 toitoitoi 無観客生配信ワンマンライブ『日常』@西永福JAM
- 2020年9月4日 toitoitoi 無観客生配信ワンマンライブ『日常 vol.2』@西永福JAM
- 2020年10月13日 無観客生配信 toitoitoiトーク＆ライブ『1013』@西永福JAM
- 2021年2月27日 toitoitoi ワンマンフリーライブ@稲毛海浜公園野外音楽堂
- 2021年3月31日 toitoitoi ワンマンライブ『狼煙 vol.1』@上野恩賜公園野外ステージ
- 2021年6月9日 toitoitoi 無観客生配信ワンマンライブ『日常vol.3』@西永福JAM
- 2021年7月9日 toitoitoi ワンマンライブ『狼煙 vol.2』@上野恩賜公園野外ステージ
- 2021年9月3日 toitoitoi ワンマンライブ『狼煙 vol.3』@上野恩賜公園野外ステージ
- 2021年10月13日 toitoitoiトーク＆ライブ『1013』vol.2@西永福JAM
- 2021年11月20日 toitoitoi ワンマンライブ『狼煙 vol.4』@上野恩賜公園野外ステージ
- 2022年1月16日 toitoitoi presents 2 man live『対峙 vol.10』共演/the pullovers@西永福JAM
- 2022年3月11日 toitoitoi ワンマンライブ『狼煙 vol.5』@上野恩賜公園野外ステージ
- 2022年10月13日 toitoitoi presents『1013』vol.3 toitoitoi × クロダセイイチrelease party@西永福JAM